# 維韋斯山
41°39′33.2″N 2°33′18.7″E / 41.659222°N 2.555194°E
維韋斯山，是西班牙的山峰，位於該國東北部加泰羅尼亞，屬於加泰羅尼亞海岸山脈中蒙特內格雷山的一部分，處於桑蒂斯克萊德瓦利亞爾塔和桑特塞洛尼之間，海拔高度766米。